# Sheila Ingram
Sheila Ingram (Sheila Rena Ingram; * 23. März 1957 in Washington, D.C.; † 1. September 2020) war eine US-amerikanische Sprinterin.
1976 wurde sie US-Vizemeisterin über 400 m und siegte über dieselbe Distanz beim US-Ausscheidungskampf für die Olympischen Spiele in Montreal. Dort stellte sie im Viertelfinale und im Halbfinale mit 51,31 s und 50,90 s US-Rekorde auf, die in den Parallelläufen aber von ihren Mannschaftskolleginnen Debra Sapenter und Rosalyn Bryant gebrochen wurden. Im Finale wurde sie mit 50,90 s Sechste. In der 4-mal-400-Meter-Staffel gewann sie mit der US-Mannschaft in der Besetzung Sapenter, Ingram, Pamela Jiles und Bryant die Silbermedaille in 3:22,81 min hinter der DDR-Stafette, die mit 3:19,23 min einen Weltrekord aufstellte.